# Distrito de Narsinghpur
Narsinghpur (en hindi; नरसिंहपुर जिला) es un distrito de la India en el estado de Madhya Pradesh. Código ISO: IN.MP.NA.
Comprende una superficie de 5 133 km².
El centro administrativo es la ciudad de Narsinghpur.

## Demografía
Según censo 2011 contaba con una población total de 1 092 141 habitantes, de los cuales 522 523 eran mujeres y 569 618 varones.